# Kambutsue

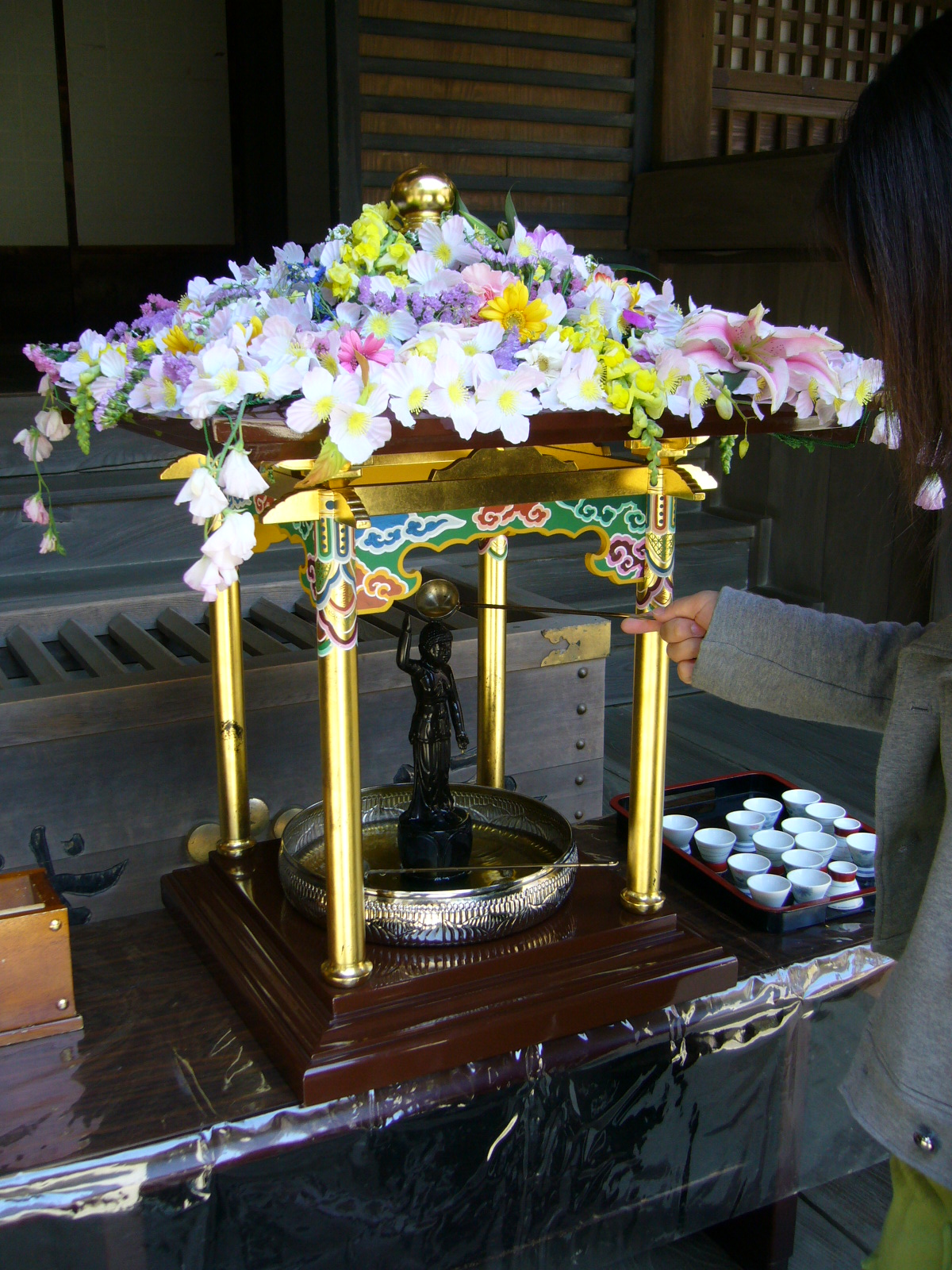
Hanamatsuri.

El Kambutsue (灌仏会) també anomenat Hanamatsuri (花祭り) és una celebració budista que es realitza al Japó cada 8 d'abril i marca el natalici de Buda. A diferència dels altres països de l'Est d'Àsia, que celebren el natalici segons el calendari lunar, al Japó s'observa amb el calendari gregorià.
En aquest dia es fa el festival d'Hanamatsuri o «festival de les flors» (no s'ha de confondre amb el Hinamatsuri o «festival de les xiquetes»). Els temples budistes són adornats amb flors (hanamido), i addicionalment es decoren amb flors una estàtua del Buda naixent. Aquesta estàtua els fidels la banyen amb un te anomenat amacha fet d'hortènsies. La llegenda indica que quan Buda va nàixer plogué amacha. També es beu l'amacha per a allunyar els esperits dolents (Oni).
Addicionalment en aquest dia, les persones es vesteixen amb quimonos colorits i es duen a terme actes de purificació.